# 火星定居任務

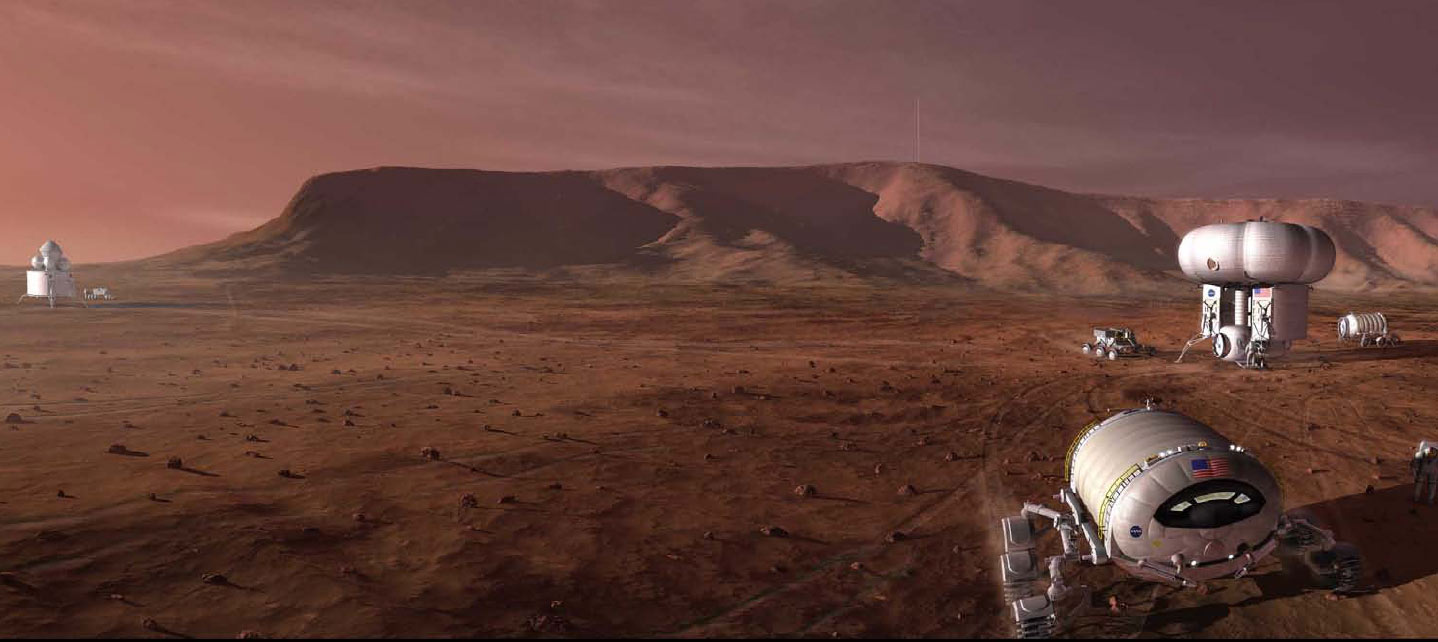
2009年NASA设计参考任务架构5.0的概念

火星定居任務（英語：Mars to Stay）是指首批登錄火星的太空人應定居於火星的任務建議。在這些先驅太空人認定火星有充足的條件供人類定居後，未使用的應急返航器將被回收並用作興建居住設施。提倡者認為火星定居任務既可以降低火星任務的成本，並在火星設立永久殖民設施。阿波羅計畫太空人巴茲·艾德靈支持此建議，並在多個論壇中提出「忘掉月球，前往火星吧！」 ，並於2013年6月提出「將火星經營成人類居住地，〔使人類〕成為跨行星物種」的載人太空任務。  2015年8月，艾德靈聯同佛羅里達理工學院，為美國太空總署設計出一個規劃總綱，提出在2040年之前進行火星殖民的十年任務。  Mars Underground、Mars Homestead Project／Mars Foundation、火星一號以及火星藝術家社群等倡導團體和商業組織均將火星定居任務定為發展策略。 
火星定居任務的架構最早是由喬治·赫伯特在火星專案VI工作室的於1996年的研討會上題為「前往火星的單程路」的演說中提出。 

## 提案

### 支持定居任務的論據
火星任務中最困難的部分之一是將太空人撤離火星並送返地球，故此單程前往火星的想法曾多次被提出。例如，太空運動活躍人士布魯斯·麥肯齊（Bruce Mackenzie）曾在1998年國際太空發展會議中發表題為「單程前往火星——在首次（火星載人）任務中展開永久性殖民」的演講，當中提出太空人無需返回地球將降低火星任務的困難性和開銷，故首次火星任務就應該讓太空人定居而非純粹短暫停留火星。
2004年，亞利桑那州立大學教授保羅·戴維斯亦於紐約時報發表過相似的論述。他建議太空定居任務可由四名太空人組成殖民地，並配備一個小型核反應堆和數輛火星車。這些太空人將自己製造氧氣、種植事物，甚至使用火星上的原材料進行建設；再加上來自地球的食品、醫療用品和替換零件供應，殖民地便能長久維持營運。

### 艾德靈的原始計劃
在不同的火星定居任務架構下，首批前往火星的人類一般設定為六人團隊。首次登陸後，後續的火星任務將提高火星人口至30人，從而開始火星的殖民。有別於月球，火星表面蘊含一些對維護一個強大、成熟和工業化的人類社區必要的自然資源和元素。設置永久的火星定居點被認為是最有效能確保人類成為一个可以在太空穿梭的跨行星物種。 
根據艾德靈的提議，參與火星定居任務的太空人將按照以下時間表參與不同的工作。
- 30歲：可擔任先驅者殖民火星
- 30-35歲：長期隔絕和延時溝通的訓練和社交調節
- 35-65歲：開發有蓋的地下生活空間
- 65歲：初代定居者可選擇返回地球或在火星退休

艾德靈指出：「誰會知道會有怎樣的發展。第一代可以在那里退休，或者我们可以把他们带回来。」 

### 《大胆出发：人类单向火星任务》
华盛顿州立大学的德克·舒爾茨-馬庫奇和亚利桑那州立大学的保羅·戴維斯在《人類火星任務：殖民於這紅色星球》  一書中提出他們的任務計劃提到：
- 不需要月球基地。火星上可用的資源種類繁多，在火星上長期定居比起在月球定居更可行。
- 由於火星臭氧屏蔽層和保層保護器人将在將在近地表的管和冰洞内为內為人類定居备準備的模块模塊化。
- 报名參與参加單程任務任志願者將者将完全他們不會不会返回地球；火星探索將長期僅在單向出境的基础上进行。
- 第一个人类特遣队将由四名机组人员组成，如果预算允许，理想情况下分布在两个两人航天器之间以实现任务冗余。
- 随着时间的推移，火星上的人类将随着后续任务而增加。定居者将创建几个地下生物圈，直到一个可行的基因库中有150多个个体。基因工程将进一步促进定居者的健康和长寿。

太空人將定期獲得地球的補給。這個提案在多個公眾平台上獲得了討論。 

### 火星一号
2012年，由荷蘭企業家巴斯·蘭斯多普（Bas Lansdorp）領導的民營太空項目「火星一號」提出了一項單向前往火星的人類定居任務的建議，旨在在火星上建立一个永久性人类殖民地。  該項目提議在2018年之前向火星發射一通訊衛星和探路者着陸器，經過幾個階段後，在2027年將四名太空人降落在火星上永久定居；然後每兩年會有新的一組四名太空人前往火星。該項目收到了二十萬份申請，當中2500份申請提供了完整資料供該項目考慮，最後從中有100名申請人獲選。在2016年的培訓開始之前，獲選者被進一步篩選至六個四人組。
項目曾希望真人秀节目、参与者费用和捐款能够为该项目筹集资金。 
然而此項目被專家批評為「騙局」和「妄想」。2019年1月15日，法院裁定將組織清盤，使其進入破產管理程序。  

### 努力留下：仅限紧急返回
为回应EarthLight Institute在NewSpace 2012的“Mars Colony 2030”项目以及火星一号的宣布之后的反馈，Eric Machmer提出了「会合级任务」，并倾向于停留（如果低重力、辐射和其他因素不會造成紧迫的健康问题）。如果在550天為週期的发射窗口期间没有观察到不利的健康影响，定居者将继续研究和建设到多一個550天的週期。与此同时，额外的船员和补给将继续抵达，开始他们自己的550天评估期。在随后的550天内重复进行健康测试，直到证明人类在火星上的生存能力得到证实。一旦證實人類定居者可以在没有负面健康影响的情况下生活在火星上，紧急返航器将被回收到永久性研究基地。

## 初始和永久定居点
最初的探索者将设备留在轨道上，或在离主要定居点相当远的着陆区。后续的任务可更容易、更安全地进行，如果在运输或着陆过程中发生事故，則仍然會有备用设备。
大型地下加压栖息地将是人类定居的第一步。羅拔·祖布林博士在其作品《直達火星》的第一章中，提出可以利用容易生产的火星砖在山腰或地下建造成罗马式中庭。在栖息地建设的初始阶段期间和之后，可在地表部署硬塑料辐射和耐磨網格球頂，以供居住和種植作物。新兴工业将开始使用本土资源並生產塑料、陶瓷和玻璃。
火星地球化的长期工作需要經歷全球变暖的初始阶段，以从火星风化层释放大气并创造水循环。Zubrin描述了三种全球变暖的方法，並建议最好将它们一起部署：轨道镜加热表面、地面工厂将卤化碳排放到大气中、以及可以散佈可以用水、氮和碳進行代謝並产生氨和甲烷（这些气体将有助于全球变暖）的細菌。在火星地球化工作正在进行的同時，火星的定居点建設将同步进行。
祖布林在他1996年出版的书《火星專案》中承认，在未來几个世纪，任何火星殖民地都将部分依赖地球。然而，祖布林认为火星能盈利的原因有两个。首先，火星可能蘊藏大量未被開採的，與银相同或更高价值的金属，此类矿石可以在地球上出售以获取利润。其次，氘——一种极其昂贵但对尚未存在的核聚变发电行业必不可少的燃料——在火星上的浓度是地球上五倍。在这种范式下，移民到火星的人类應有一个产业；工资成本会很高而会吸引人們定居火星。由于火星上的劳动力短缺以及随之而来的高薪，火星文明和对每个人生产力的重视被提议作为未来技术和社会进步的引擎。

## 風險

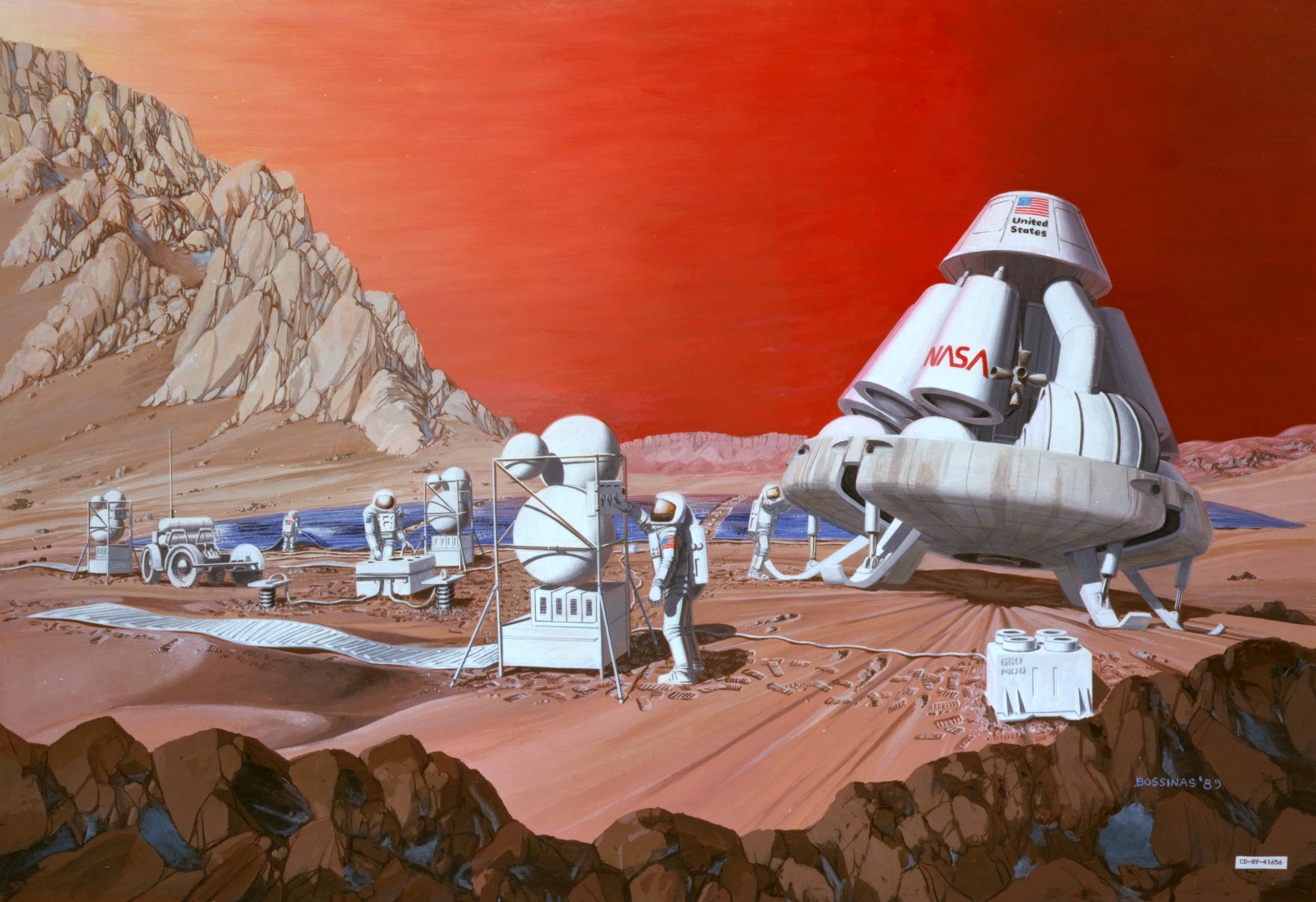
艺术家对火星人类任务的构想（Les Bossinas，1989）

在《直達火星》的第五章中，祖布林提出了辐射和零重力可能對於人類过于危险。他認為在太空中呆了較長時間的太空人的发病發病率确实会增加，但幅度很小。同样，虽然零重力會為定居者带来了挑战，但一旦定居者到达火星表面，所有火星定居任務計劃都假定肌肉组织和免疫系统活力几乎完全恢复。一些实验测试了这一假设，例如火星重力生物卫星，但直到人类生活在火星重力条件下（地球重力的 38%），人类在如此低重力下的能长期生存仍只是一个可行的假设。逆向污染（人类获得和传播假设的火星病毒）則被描述为“純粹胡说八道”，因为火星上没有宿主生物可以让疾病生物进化。
在同一章中，祖布林不認同應将月球用作前往火星的航点或作为初步训练区。 他指出：“从近地轨道前往火星會比從月球出發更容易，而使用月球作为中转点只是一种毫无意义的资源转移。”虽然从表面上看，月球可能是完善火星探索和居住技术的好地方，但这两个天体却截然不同。月球没有大气层，没有类似的地质，而且温度范围和光照旋转周期要大得多。有人认为，南极洲、地球上的沙漠以及美國太空總署的精确冷冻真空室能以更低的成本提供更好的训练场地。

## 公眾反應

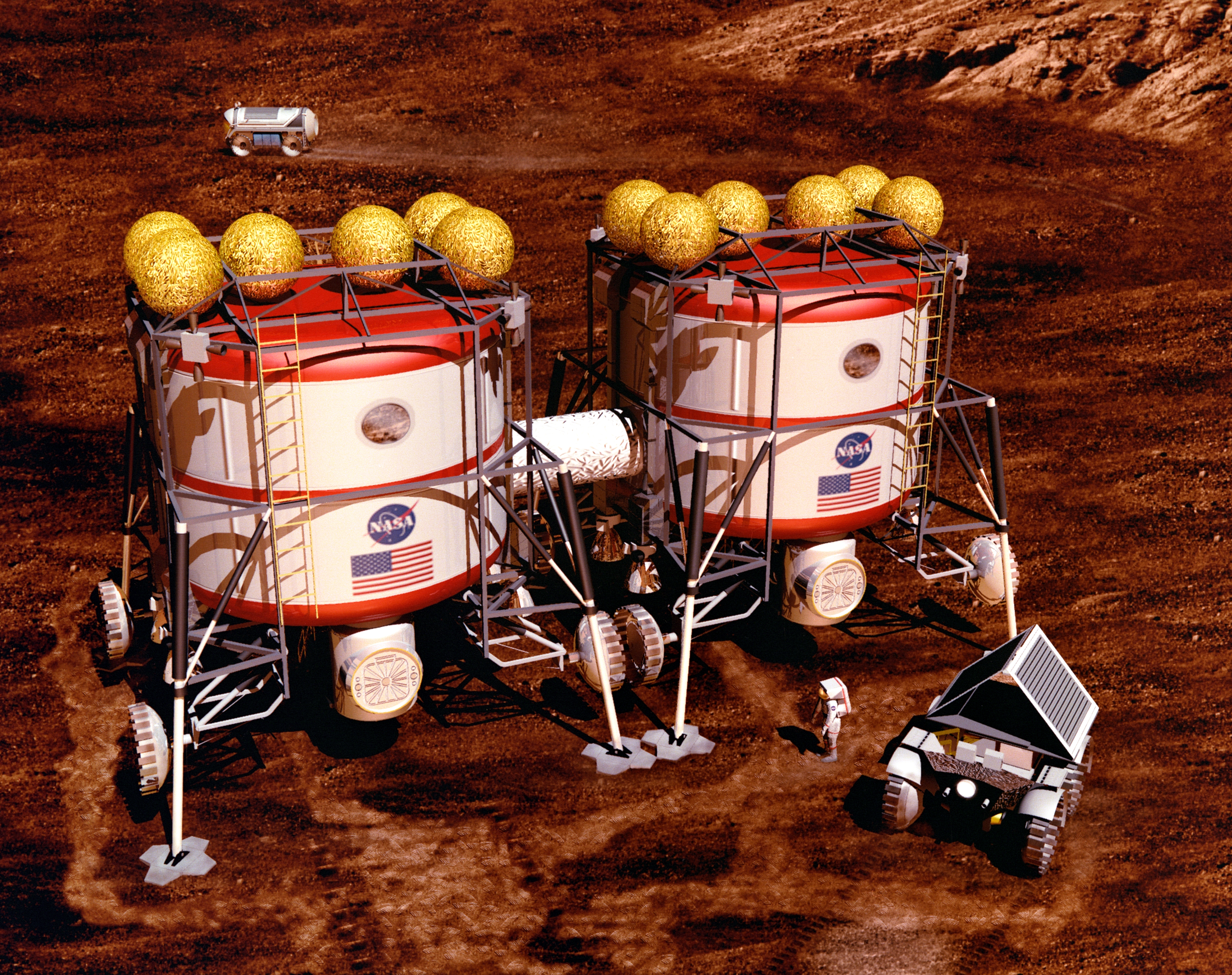
艺术家对火星栖息地的构想（John Frassanito，1993）

巴茲·艾德靈在接受「火星定居任務」倡議的採訪時表示：「如果美國的太空計劃打算進行火星載人任務，那些太空人應該準備好要留在火星。」艾德靈認為將太空人送上火星所需的時間和費用「應能提供短暫停留以外的安排，所以這些太空人應當將自己視為先驅。就像来到新世界的朝聖先輩或狂野西部的家庭一样，他们不应该计划回家。」前往月球是两到三天的短途旅行，但根据火星倡导者的说法，月球几乎没有提供独立定居点的潜力。研究发现，另一方面，火星拥有大量的水冰和所有基本元素，并且更接近地球上的引力（火星引力約為地球的三分之一，而月球則是六分之一 ) 和光照条件。“在火星上比在月球上更容易生存和为人们提供所需的支持。”在接受记者采访时，艾德靈表示，火星作为居住地的潜力比地球卫星更大：
如果我們是要把幾個人安全地送到那裏（火星）去，不論是立刻、一年、一年半後，你會不會選擇再讓他們經歷一次這樣的困難來帶他們（太空人）回來？……他們去那裏（火星）時更需要有不會在數年內回來的心理準備。

艾德靈2009年5月在《大众力学》文章中对「火星定居」的基本原理进行了全面的陈述如下：
该机构（美國太空總署）目前的太空探索愿景将浪费数十年和数千亿美元试图在2020年登月——这是我们40年前所做過的事情的翻版。美國太空總署目前的月球计划不是通往火星的垫脚石，而是绕道而行。它将破坏我们在火星上的努力，在接下来的二十年里吸走金钱和工程人才。如果我们渴望在火星上长期存在人类——我也相信这应该是我们在可预见的未来的首要目标——我们必须彻底改变我们的关注点。我们的探索目標应该遠於我们已经踏足过六次的地方。近年来，我关于殖民火星的哲学不断发展。我现在相信来到这颗红色星球的人类游客应该承诺永久留在那里。前往火星的单程票将使任务在技术上更容易、更便宜，并使我们更快到达那里。更重要的是，他们将确保我们的火星前哨随着越来越多的定居者的到来而稳步增长。单程火星旅行者将成为21世纪的朝聖先輩，而不是探险家，开创一种新的生活方式。这将需要一類特殊的人。与传统的飞行员、科学家或工程师不同，火星定居者的选择更多是因为他们的个性——灵活、创造性和面对不可预测性时的决心。简而言之，生存者。
火星藝術家社群已采用火星作为他们的主要發展策略。在 2009 年美國載人太空飛行計劃委員會的公开听证会上，罗伯特·祖布林博士在《火星專案》中总结了论点，在整个过程中放置了数十张标语牌，上面写着「不願直達火星的懦夫回去地球。」卡内基研究所。太空探索倡导者的热烈骚动——无论是正面的还是批判的——引發火星藝術家社群创作了几十个设计，诸如“叛徒回归地球”和“鄭和会做什么？”之类的口号。

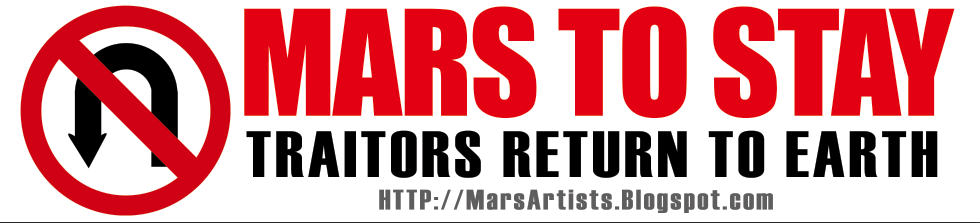
火星藝術家社群的設計（2009年8月）

2009年10月，《休斯顿纪事报》的埃里克·伯杰（Eric Berger）指出“火星定居”可能是唯一可以振兴美国太空计划：
如果美国宇航局能够在十年内将宇航员送上火星，而非將每年100億美元的錢花在在载人航天上呢？有可能......根据一些估计，如果美国宇航局不再需要发送燃料和火箭来将人类送離火星，火星表面的重力略高于月球的两倍，实际上可以将成本降低约10倍。
硬科幻作家迈克·布罗瑟顿（Mike Brotherton）发现，出于经济和安全方面的原因，火星定居計劃很有吸引力，但更重要的是，它是对能實現「我们的载人航天计划（至少在哲学上和长期上）作为殖民其他世界的一步的最终使命」。在他的网站上进行的一项民意调查中，三分之二的受访者表示对“如果任务参数定义明确”（不是自杀）的火星单程票感兴趣。

2010年6月，艾德靈接受了名利场的采访，他重提火星定居計劃：
五月花号上的朝聖先輩會否坐在普利茅斯岩附近等待回程？他们是来这里定居的。这就是我们应该在火星上做的事情。当你去火星时，你需要做出永久留在那里的决定。我们在那里的人越多，它就越能成为一个可持续的环境。除了极少数例外，去火星的人不应该回来。一旦你到达表面，你就在那里。
德克·舒爾茨-馬庫奇和保羅·戴維斯在《人類火星任務：殖民於這紅色星球》中的一篇文章总结了他们支持火星定居理由：
如果太空人留在火星的低引力環境，〔火星定居〕將消除將太空人送回來的長年復健的需要。我们设想火星探索將長期僅在單向出境的基础上进行。
2010年11月，凱思·奧伯曼以德克·舒爾茨-馬庫奇和保罗·戴维斯的文章開啟了對费城富兰克林研究所天文馆主任德里克·皮茨（Derrick Pitts）的採訪，他说：“太空人前往火星應打算餘生留在那裏，作为永久人类火星殖民地的开拓者。”皮茨以“他们开始在一种以前没有打开过的方式”，回应了奧伯曼“作者声称前往火星的单程票并不比 1620 年的美国单程票更古怪”的說法。

在2011年1月的一次采访中， X Prize创始人彼得·戴曼迪斯表达了他对火星定居計劃研究定居点的偏好：
私人资助的任务是人类前往火星的唯一途径，因为我认为最好的途径是“单向”殖民飞行，没有政府可能会批准这种风险。这一目标的时机很可能是在未来20年内實現。它将落入一小群科技亿万富翁的手中，他们将此类任务视为在人类身上留下印记的方式。
2011年3月，阿波罗14号的飞行员埃德加·米切尔和阿波罗17号的地质学家哈里森·施密特以及其他著名的火星探索倡导者出版了《人類火星任務：殖民於這紅色星球》一書。出版商的评论：
答案由名副其实的世界顶级专家提供。生活在火星上会是什么感觉？他们会面临怎样的危险？在关于火星殖民地生活的最后一章富有远见的章节中，亲身了解在火星上出生的年轻女子奥罗拉的冒险经历。探索、发现和探索未知是人类精神的一部分。殖民宇宙是我们的宿命。人类历史上最伟大的冒险等待着我们。向火星进发！
2011年8月，保罗·戴维斯在第14届国际火星协会年会关于具有成本效益的人类火星任务计划的开幕式上发表了题为“单向火星任务”的全体会议。 

## 延伸閱讀
- 伯茲·艾德林和李奧納·大衛. . National Geographic Books. 2013. ISBN 978-1-4262-1017-4.978-1-4262-1017-4  （在 BuzzAldrin.com （页面存档备份，存于） ）
- 我们什么时候登陆火星？ （页面存档备份，存于）作者韦恩赫尔·冯·布劳恩博士（大众科学：1965年3月）（Google 图书链接）
- 人类火星任务，重量和质量属性 （页面存档备份，存于），(PDF)（1999年10月）
- 严峻的人类火星任务。 NASA – JPL（H. Price 等人。 ) Minimalist Mars Design Reference Mission (Space 2009 AIAA Conference Paper)